# 町井久之
町井 久之（まちい ひさゆき）こと鄭 建永〈チョン・ゴニョン、정건영〉、1923年 - 2002年9月14日）は、在日韓国人の実業家。暴力団・東声会設立者。東亜相互企業株式会社社長。釜関フェリー株式会社会長。在日本大韓民国民団中央本部顧問。

## 来歴

### 若年期
1923年（大正12年）、東京生まれ。1945年（昭和20年）の終戦直後、朝鮮建国青年同盟東京本部副委員長となった。町井はこの頃から、事件屋の「中央商会」、興行会社の「中央興行社」を設立した。これは当時、GHQの調達のために発行されるPD（現在の小切手に近い）を満期以前に現金化するのは日本籍では不可能であった為であり、交換窓口に近い新橋には同様の会社が多数作られ、彼等により民間へ流れた闇ドルは莫大な利益を生み出した。これらの会社をベースに、愚連隊・町井一家（関東町井一家）が形成された。

### 東声会設立
曺寧柱と出逢った事が契機となり、「大アジア主義」の思想を信奉する様になった町井は、1947年（昭和22年）に東京・銀座で町井一家を母体として「東洋の声に耳を傾ける」と云う理念のもとに東声会を結成した。これは在日朝鮮人連盟（現・朝鮮総連）を牽制する狙いがあったとされる。なお、大韓民国建国後に韓国国籍を取得したが日本に住み続けた。
その後の東声会は、東京のみならず横浜、藤沢、平塚、千葉、川口、高崎などに支部を置いた。構成員は1,600人となったが、急速な勢力拡大により、他のヤクザ団体が結束し、東声会は四面楚歌の状態に陥った。さらに、警察の集中的な取り締まりを受け東声会幹部が多数逮捕される状況に陥った。このため1963年（昭和38年）、児玉誉士夫の取り持ちで、三代目山口組組長・田岡一雄の舎弟となった。
同年11月9日午後6時9分ごろ、東京会館の前の路上で、東声会組員・木下陸男が、東京会館で行われた出版記念祝賀会から帰る途中だった田中清玄を銃撃した。警察は背後関係を疑い、町井を銃砲刀剣類所持等取締法で別件逮捕したが、背後関係までは立件できなかった。結局、町井は起訴されなかった（田中清玄銃撃事件）。
1964年（昭和39年）2月、警視庁は「組織暴力犯罪取締本部」を設置し、暴力団全国一斉取締り（「第一次頂上作戦」）を開始した。町井の東声会は、警察庁により広域10大暴力団に指定された。10大暴力団は、神戸・山口組、神戸・本多会、大阪・柳川組、熱海・錦政会、東京・松葉会、東京・住吉会、東京・日本国粋会、東京・東声会、川崎・日本義人党、東京・北星会だった。
警察の圧力の強まる中、1966年（昭和41年）9月1日、町井は東声会の解散声明を発表した。その一週間後、東京の池上本門寺で解散式が行われた。こうして町井はヤクザ社会の表舞台から去った。

### 東声会解散後
1967年（昭和42年）4月、町井は東声会を、企業色を前面に押し出した形で「東亜友愛事業協同組合」として再建し、自らは名誉会長となった。町井はこの東亜友愛事業協同組合に資金提供を行っており、人事権も握っていた、と云われる。なお、関東会も関東二十日会として復活した。間もなく、「東亜友愛事業協同組合」は「東亜友愛事業組合」と改称された。
その後、町井は東亜相互企業株式会社を設立した。会長には児玉誉士夫が就いた。東亜相互企業株式会社は、銀座で料亭「秘苑」を営業した。1968年（昭和43年）、韓国より国民勲章・冬栢章を受勲した。翌年釜関フェリー株式会社を設立し、就航させた。1971年（昭和46年）には、在日本大韓民国民団中央本部顧問に就任した。
1973年（昭和48年）7月、東亜相互企業株式会社は、六本木にTSK・CCCターミナルビルをオープンさせた。この資金源については、韓国外換銀行東京支店が、東亜相互企業株式会社に、支払い保証約60億円の信用供与を与えた。東亜相互企業株式会社は、60億円の支払い保証に基づいて、日本不動産銀行（その後日本債券信用銀行に行名変更後、バブル崩壊の影響による経営破綻を経て、現在のあおぞら銀行）から54億円の融資を受けた。東亜相互企業株式会社は、33億円を那須高原・白河高原の総合開発事業につぎ込み、21億円をTSK・CCCターミナルビル建設につぎ込んだ。なおTSK・CCCターミナルビルは、町井が暴力団活動などの非合法活動から決別し、「表の社会の成功者」として振る舞うことを演出することを主な目的として建設されたこともあり、東声会の構成員は、TSK・CCCターミナルビルのオフィス棟に置かれていた東亜相互企業とそのグループ企業のオフィスに出入りすることが固く禁じられていた。
しかし、白河高原の開発をめぐって、1976年（昭和51年）7月5日、東亜相互企業の黒沢勝利ら3人が、福島県知事・木村守江に対する500万円の贈賄容疑で逮捕された。同年8月6日、木村守江が収賄容疑で福島地方検察庁に逮捕された。町井も任意で取調べを受けた。結局、1977年（昭和52年）6月、東亜相互企業は不渡りを出して倒産した。これ以降、町井はほとんど人前に出なくなり、TSK・CCCターミナルビル近くの自宅マンションに引きこもる日々が続いた。

### 晩年
2002年（平成14年）5月20日、釜関フェリー株式会社は、新たな航路船として豪華船「星希号」を就航させた。同年5月22日、釜山広域市で就航記念式が開かれ、式典には柳正錫海洋水産部長官、釜山広域市や下関市などの関釜航路関係部署の代表、民団中央本部の金宰淑団長が出席した。
町井は晩年糖尿病に苦しみ、かつて「猛牛」と呼ばれた面影は無かったというほど衰弱した。そして2002年（平成14年）9月14日午前5時頃、東京都内の病院で、心不全で死去した。79歳没。3日後の17日に通夜が行われ、18日には六本木の自宅で、近親者のみによる葬儀・告別式が行われた。墓所は東京都大田区の池上本門寺。

## 人物
若い頃は、「銀座の虎」、「雄牛」と呼ばれた。
町井と児玉誉士夫は三田佳子と親しく、TSK・CCCターミナルビルがオープンした時は三田はTSK・CCCターミナルビルのオープニングレセプションに出席した。裏社会の人間でありながらも在日韓国人社会の中では隠然たる影響力を持ったとされとりわけ、在日同胞のスポーツ選手の後ろ盾になった事もあったという。